# 시흥시의 향토유적
시흥시의 향토유적은 「문화재보호법」 제2조제2항제1호 내지 제3호에서 규정한 국가지정문화재 및 시도지정문화재, 문화재자료 또는 「문화재보호법」 제53조에 따른 등록문화재가 아닌 것으로서 보존·보호·연구의 가치가 있어 관리할 필요가 있다고 인정되어 시장이 지정하는 유·무형의 비지정문화재를 말한다.
향토유적의 지정대상은 다음과 같다.
1. 역사적·예술적·학술적 가치가 있는 건조물·전적(典籍)·서적·고문서·회화(繪畵)·조각·공예품등 유형의 문화적 유산 및 연극·음악·무용·공예기술 등 무형의 문화적 유산과, 기념이 될 만한 시설물로서 역사적·학술적 가치가 있는 사지(寺址)·고분·패총·성지·궁지·요지·유물포함층 등
2. 보호·관리함으로써 향토문화·토속·풍속·관습과 국민생활의 추이를 연구하는 데 필요한 의식주·생업·신앙·행사등 관련자료

## 지정 목록
| 번호 | 그림 | 명칭                       | 소재지                 | 소유자 (관리자) | 지정·해제일자                                                                     | 비고                             |
| ---- | ---- | -------------------------- | ---------------------- | --------------- | --------------------------------------------------------------------------------- | -------------------------------- |
| 1호  |      | 김치인 선생 묘             | 시흥시 안현동 360-6    |                 | 1986년 3월 3일 지정                                                               | [ 깨진 링크 ( 과거 내용 찾기 ) ] |
| 2호  |      | 장유 선생 묘 및 신도비     | 시흥시 조남동 산1-5    |                 | 1986년 3월 3일 지정                                                               | [ 깨진 링크 ( 과거 내용 찾기 ) ] |
| 3호  |      | 하연 선생 묘               | 시흥시 신천동 산12     |                 | 1986년 3월 3일 지정                                                               | [ 깨진 링크 ( 과거 내용 찾기 ) ] |
| 4호  |      | 류자신 선생 묘 및 신도비   | 시흥시 능골길 26       | 문화류씨종중    | 2000년 1월 31일 지정                                                              | [ 깨진 링크 ( 과거 내용 찾기 ) ] |
| 5호  |      | 조병세 선생 묘             | 시흥시 조남동 산121-7  |                 | 1986년 3월 3일 지정, 2011년 7월 6일 해제, 묘소 이장에 따른 지정대상의 물리적 상실 |                                  |
| 6호  |      | 시흥 무지내동 태봉         | 시흥시 무지내동 산16   | 국방부          | 1990년 5월 4일 지정                                                               | [ 깨진 링크 ( 과거 내용 찾기 ) ] |
| 7호  |      | 생금집                     | 시흥시 죽율로 45-32    | 시흥시          | 1994년 10월 20일 지정                                                             | [ 깨진 링크 ( 과거 내용 찾기 ) ] |
| 8호  |      | 관곡지                     | 시흥시 하중동 208      |                 | 1986년 3월 3일 지정                                                               | [ 깨진 링크 ( 과거 내용 찾기 ) ] |
| 9호  |      | 영응대군 묘 및 신도비      | 시흥시 군자동 산70     |                 | 1988년 5월 31일 지정                                                              | [ 깨진 링크 ( 과거 내용 찾기 ) ] |
| 10호 |      |                            | 시흥시                 |                 | 1988년 5월 31일 지정                                                              |                                  |
| 11호 |      | 하우명 효자정각            | 시흥시 신천동 422      |                 | 1988년 5월 31일 지정                                                              | [ 깨진 링크 ( 과거 내용 찾기 ) ] |
| 12호 |      | 박동량 선생 묘 및 신도비   | 시흥시 군자동 산22-2   |                 | 1988년 5월 31일 지정                                                              | [ 깨진 링크 ( 과거 내용 찾기 ) ] |
| 13호 |      | 김준룡 장군 묘 및 신도비   | 시흥시 산현동 산138-1  |                 | 1988년 5월 31일 지정                                                              | [ 깨진 링크 ( 과거 내용 찾기 ) ] |
| 14호 |      | 군자성황사지               | 시흥시 군자동 산22-3   |                 | 2002년 3월 15일 지정                                                              | [ 깨진 링크 ( 과거 내용 찾기 ) ] |
| 15호 |      | 시흥조남사직단지           | 시흥시 조남동 산121-29 |                 | 2002년 3월 15일 지정                                                              | [ 깨진 링크 ( 과거 내용 찾기 ) ] |
| 16호 |      | 윤민헌 선생 묘             | 시흥시 산현동 산53     |                 | 2002년 3월 15일 지정                                                              | [ 깨진 링크 ( 과거 내용 찾기 ) ] |
| 17호 |      | 신안주씨 삼세적선비        | 시흥시 과림동 355      |                 | 2005년 7월 14일 지정                                                              | [ 깨진 링크 ( 과거 내용 찾기 ) ] |
| 18호 |      | 이숙번 묘                  | 시흥시 산현동 산71     |                 | 2006년 12월 5일 지정                                                              | [ 깨진 링크 ( 과거 내용 찾기 ) ] |
| 19호 |      | 시흥 진덕사 석조약사불좌상 | 시흥시 능곡동 산40-1   |                 | 2006년 12월 5일 지정                                                              | [ 깨진 링크 ( 과거 내용 찾기 ) ] |
| 20호 |      | 시흥 능곡동 선사유적       | 시흥시 능곡동 479      | 시흥시          | 2011년 11월 2일 지정                                                              | [ 깨진 링크 ( 과거 내용 찾기 ) ] |